# Patibarcino
Le Patibarcino est une race de chevaux de selle originaire de Cuba. Commun, il est utilisé pour tous types de taches agricoles de la vie courante.

## Histoire
La race est nommée « Patibarcino » sur la base de données DAD-IS et dans le guide Delachaux, mais « Patirbarcina » par CAB International. Elle provient de mélanges entre des chevaux ibériques et canadiens. 

## Description
Il présente le type du cheval ibérique. CAB International le décrit comme une variété de couleur du cheval Paso. Le guide Delachaux (2014) cite une taille de 1,48 m à 1,52 m en moyenne. CAB International (2016) indique 1,50 m à 1,52 m.
La tête présente un profil rectiligne ou légèrement convexe et est surmontée d'oreilles plutôt longues. Le poitrail est large, les épaules sont inclinées. Le dos est plutôt long, la croupe est inclinée.
La robe est le plus souvent alezane ou baie, le gène Dun étant fréquent.

## Utilisations
Il est employé comme cheval à tout faire par les éleveurs et agriculteurs locaux de Cuba, pouvant être monté et mis au travail du bétail.

## Diffusion de l'élevage
L'étude menée par l'Université d'Uppsala en 2007 le signale comme race locale d'Amérique latine, dont le niveau de menace est inconnu. La race est réputée commune à Cuba.